# Armée populaire de libération du peuple tamoul
Pour les articles homonymes, voir Armée populaire.
L'Armée populaire de libération du peuple tamoul est un groupe armé sri-lankais, composée de 300 membres issus des Tigres de libération de l'Îlam tamoul. Formée à l'été 2009, après la défaite tamoule face au gouvernement central, son but est de relancer une insurrection pour accéder à l'indépendance. Son chef serait le commandant Kones.

L'APL aurait des liens avec Cuba, l'Organisation de libération de la Palestine (OLP) et différents groupes armés marxistes présents en Inde (le Parti communiste d'Inde (marxiste) entre autres).